# Kloster Monfero

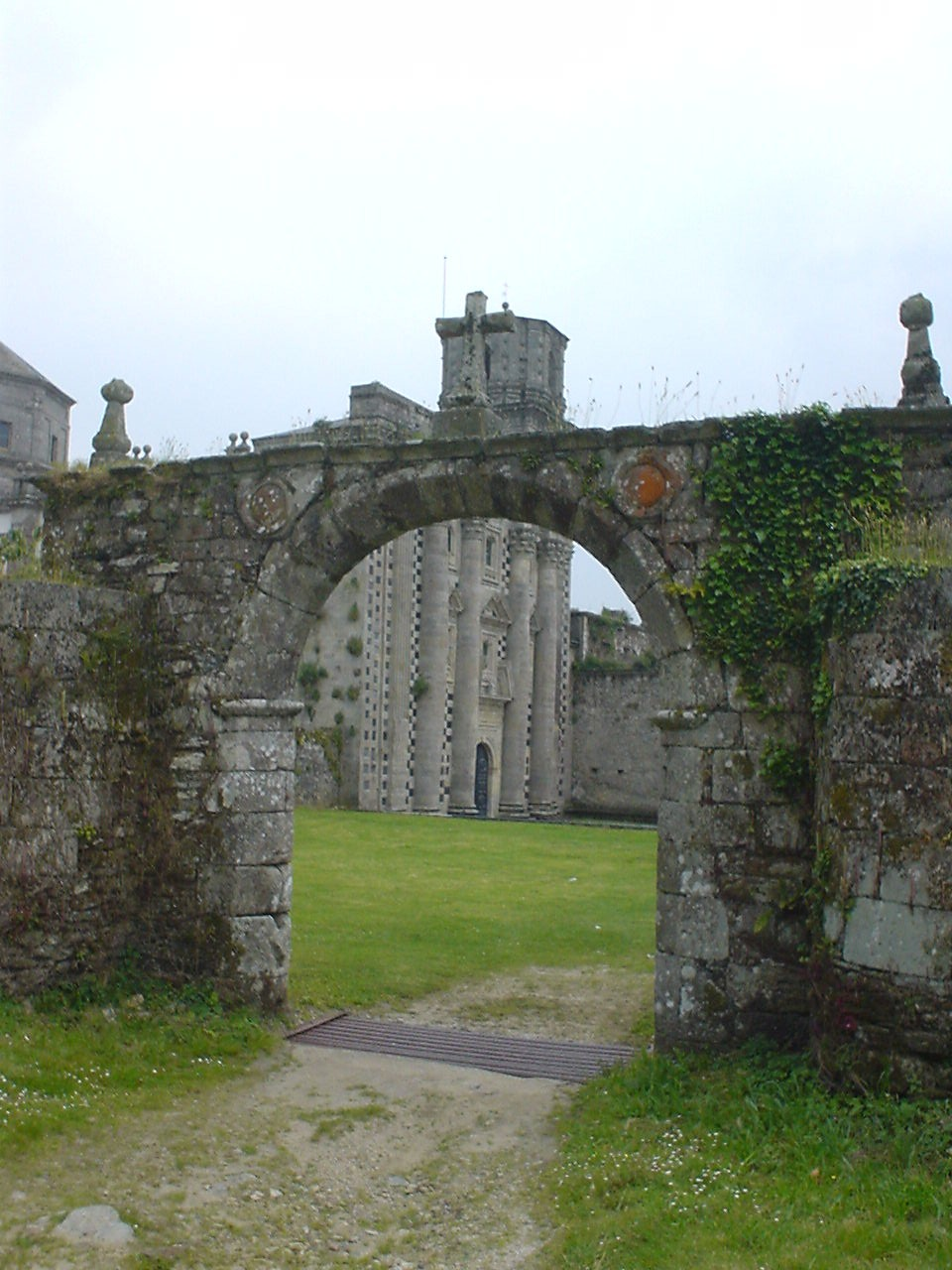
Klostertor

Das Kloster Monfero (mit dem Namen Santa María de Monfero) ist eine ehemalige Zisterzienserabtei in der Provinz A Coruña in Galicien in Spanien. Es liegt im Concello Monfero in der Comarca Eume rund 22 km nordöstlich von Betanzos im Naturpark Fragas do Eume.

## Geschichte

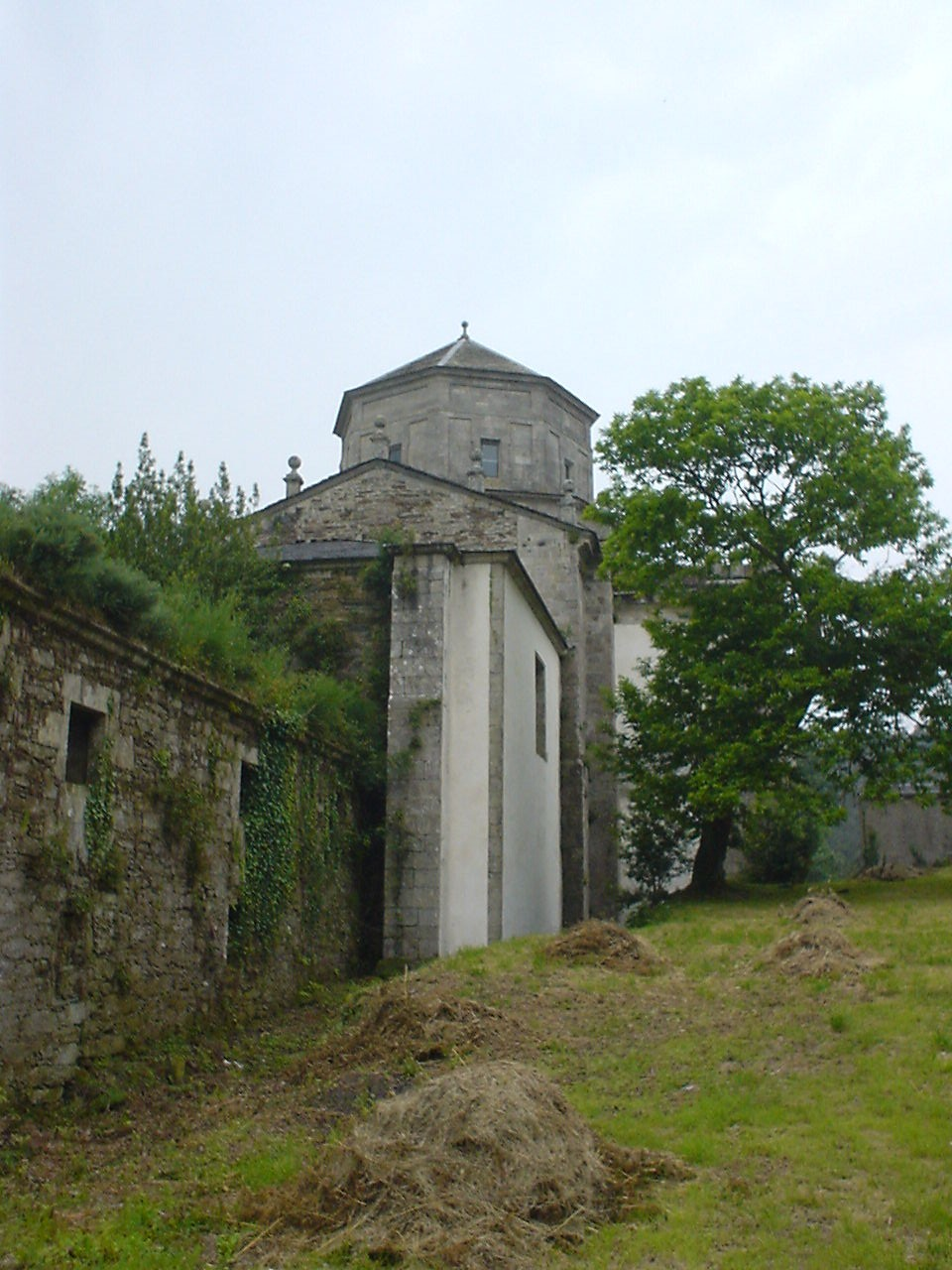
Klosterkirche von Nordosten

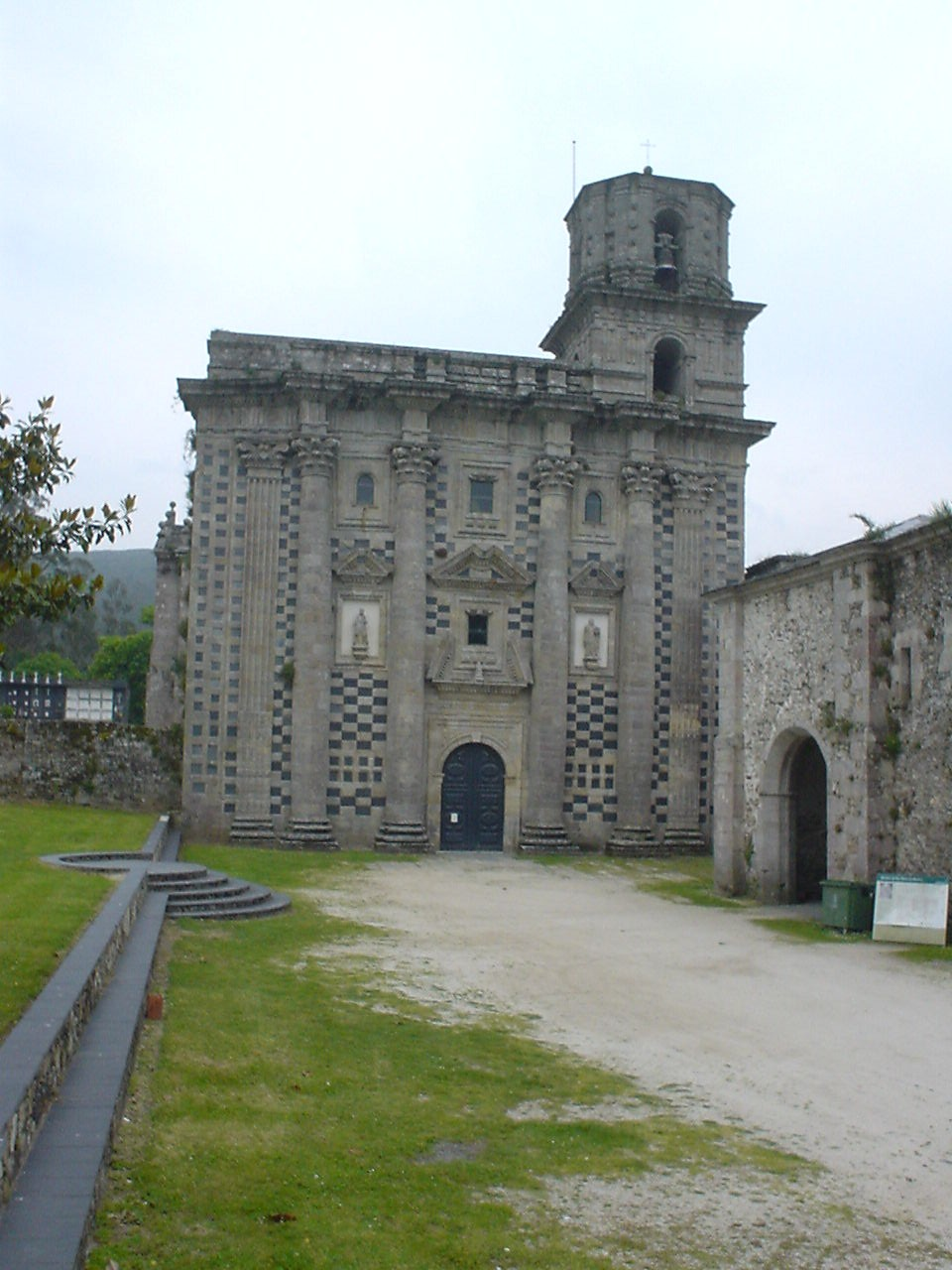
Fassade der Klosterkirche

Das Kloster, eine Benediktinergründung aus dem Jahr 1135, schloss sich im Jahr 1147 dem Zisterzienserorden an. Mutterkloster wurde Kloster Sobrado, womit Monfero der Filiation der Primarabtei Clairvaux angehört. Im 16. Jahrhundert wurde das Kloster der kastilischen Zisterzienserkongregation angeschlossen. Im 17. Jahrhundert wurde es durch Blitzschlag zerstört und anschließend im Stil des Barock wieder aufgebaut. 1805 wurde die Kirche durch Blitzschlag beschädigt. Durch die Klosteraufhebung der Regierung Mendizábal fand das Kloster 1835 sein Ende.

## Bauten und Anlage

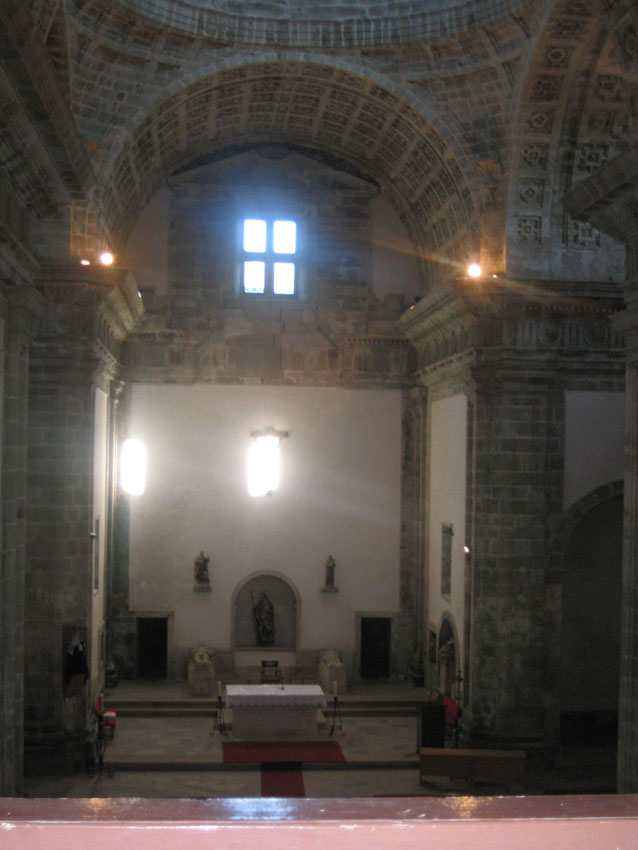
Inneres der Kirche

Die heutige Anlage stammt im Wesentlichen aus dem 17. Jahrhundert. Die einschiffige Kirche in Form eines lateinischen Kreuzes hat eine großzügige Barockfassade mit vier Halbpilastern, die sich durch ein eingelegtes Muster aus Schieferplatten auszeichnet. Der barocke Hauptaltar stammt aus dem Jahr 1666. Die Kirche birgt vier gotische Gräber der Familie de Andrade. Die Klausur befindet sich südlich (rechts) von der Kirche. Von den drei Kreuzgängen des Klosters weist nur einer Reste der romanischen Anlage auf.